# Oreodytes quadrimaculatus
Oreodytes quadrimaculatus is een keversoort uit de familie waterroofkevers (Dytiscidae). De wetenschappelijke naam van de soort is voor het eerst geldig gepubliceerd in 1883 door Horn.